# 21 Savage
Shéyaa Bin Abraham-Joseph (Londres, 22 de octubre de 1992), conocido por su nombre artístico 21 Savage, es un rapero británico-estadounidense.
Comenzó su carrera discográfica en el 2014 y lanzó tres mixtapes independientes con gran éxito regional. Su proyecto revelación, el EP colaborativo con el productor discográfico Metro Boomin titulado «Savage Mode» (2016), alcanzó el número 23 en el Billboard 200. Sus sencillos principales, «X» (con Future) y «No Heart» alcanzaron su punto máximo dentro del top 40 del Billboard Hot 100. Más tarde ese año, vio más reconocimiento por su aparición como invitado en el sencillo de Drake «Sneakin». Luego firmó un contrato de grabación con Epic Records en enero del 2017.
El 2 de julio de 2015, Savage lanza un EP llamado Free Guwop. Es un EP homenaje a su compañero rapero e influencia Gucci Mane. El 1 de diciembre de 2015, 21 Savage lanza su segundo mixtape, Slaughter king.
Joseph ganaría aun más fama luego de haber colaborado con el productor Metro Boomin en los álbumes "Savage Mode", "SAVAGE MODE II" y apareciendo en varias canciones en álbumes solistas del productor como "Creepin'" con The Weeknd, también aparecería en casi todas las canciones del álbum "Without Warning" con el rapero del grupo Migos conocido como Offset

## Biografía
Joseph es de origen británico y fue criado por su madre Heather, cuyo origen es Dominica, junto con cuatro hermanos y seis hermanas.

## Carrera musical

### 2013-2015: Inicios
Después de que un amigo de Joseph falleciera en su cumpleaños número 21 durante un tiroteo, este comenzaría a rapear bajo el nombre "21 Savage" en honor a su difunto amigo, y subiría su primera canción "I Can't Get Enough" el 1 de marzo de 2013 a YouTube.
El 12 de noviembre de 2014, lanzó el sencillo, "Picky", producido por DJ Plugg. Fue lanzado más adelante en su mixtape del principio, la cinta de la matanza, lanzada el 25 de mayo de 2015.
El 2 de julio de 2015, Savage lanzó un EP colaborativo, Free Guwop, con Sonny digital. Es un homenaje EP a su compañero rapero e influencia Gucci Mane. El 1 de diciembre de 2015, 21 Savage lanzó su segundo mixtape, Slaughter king.

### 2016-2024
En junio de 2016, 21 Savage fue nombrado como uno de los "Freshman Class" de 2016 por XXL.
El 15 de julio de 2016, Savage lanzó su sello EP Savage Mode con el productor de discos Metro Boomin y su primo menor Alex el cual también terminó en Europa pero este en España por causas desconocidas después de no fear que llegaría a casi 6 millones de reproducciones  con sede en Atlanta. El EP ganó el éxito internacional y alcanzó el puesto número 23 en el Billboard 200, convirtiéndose en su máximo EP de gráficos hasta la fecha. Él estaba en la portada de Fader. Su sencillo "X", con Future en el EP, fue confirmado por Billboard como platino, siendo el disco de platino de 21º. El 18 de enero de 2017, 21 Savage anunció que había firmado con Epic Records. En 2017 lanzó su álbum "ISSA" con canciones como "Bank Account" que logró su audio oficial en YouTube más de 300 millones de vistas. Su Primo Joseph fue asesinado por miembros de la famosa banda The Blood, fue cuando se alió con su Primo pequeño Alex para que cogiera la música en serio y llevándolo con él desde California a Georgia donde Soul recibiría su nombre definitivo el que él afirma que le encontró a él 21Soul, formaron 21Ruthless, hasta que Alex se muda a España por causas aparentemente familiares y relacionadas con temas de bandas, aunque el rapero a dicho en varias ocasiones haberse olvidado de ese mundo y considerarlo un concepto de la vieja escuela que hay que erradicar, unos años después Abraham sería deportado a su país de nacimiento Inglaterra donde después de unos años retomó el contacto con su primo el que dice que fue quien lo animaba todos los días.
El 21 de diciembre de 2018, sacaría su segundo álbum de estudio titulado "i am > i was" (pronunciado como i am greater than i was) en Spotify, el cual tuvo canciones como "a lot" (con J. Cole) y ball w/o you, la canción "a lot" fue nominada y ganadora de Grammy como la mejor canción de rap del año, este álbum debutó en el top 1 de Billboard 200, siendo un proyecto memorable de Joseph, 3 días después, lanzaría el Deluxe de este álbum, añadiendo una canción llamada out for the night - part 2 (con Travis Scott).
El 2 de octubre de 2020 lanza junto al productor musical Metro Boomin la secuela del EP Savage Mode, Savage Mode 2.
El 4 de noviembre de 2022 lanzó junto con el rapero Drake su álbum colaborativo, llamado Her Loss.
2 años después, el 12 de enero de 2024, 21 Savage lanzaría su tercer álbum de estudio, llamado American Dream, el cual cuenta con colaboraciones como Young Thug, Doja Cat, y su productor favorito Metro Boomin, este álbum tiene canciones como née-nah (con Travis Scott) y Redrum, las cuales fueron muy aclamadas por sus fans

## Discografía

### Álbumes de estudio
- ISSA Album (2017)
- i am > i was (2018)
- american dream (2024)

### Álbumes colaborativos
- Savage Mode (con Metro Boomin) (2016)
- Without Warning (con Metro Boomin y Offset) (2017)
- Savage Mode II (con Metro Boomin) (2020)
- Her Loss (con Drake) (2022)
- Heroes & Villains (2022)

### EP
- 2015 : Free Guwop (con Sonny Digital)

- 2021: Spiral: From the Book of Saw Soundtrack

### Mixtapes
- 2015 : The Slaughter Tape

- 2015 : Slaughter King